# ヴロツワフ工科大学
ヴロツワフ工科大学（ヴロツワフこうかだいがく、波: Politechnika Wrocławska）は、ポーランド西部のヴロツワフにある公立大学である。別名ヴロツワフ科学技術大学。グルンヴァルツキ広場近くの街の中心部に位置しており、オーデル川沿いにメインキャンパスと主要研究施設が集まっており、大学の敷地内に優美な公園がある。
ポーランド国内では、ワルシャワ工科大学、グダニスク工科大学と共にトップクラスの工科大学の1つである。

## 歴史
プロイセン王国によって1910年にで設立された王立ブレスラウ工科大学（Königliche Technische Hochschule Breslau）を起源とし、第二次世界大戦後の1945年にポーランド第4の都市ヴロツワフに工科大学として創立された。当初、校舎は旧ドイツ領時代の工科大学の建物を改造したものであった。現在は、3つのキャンパス（ヴァウブジフメインキャンパス、レグニツァキャンパス、イェレニャ・グラキャンパス）を有する。

## 学部
- 建築学部
- 土木工学部
- 鉱業・地質工学部
- 環境工学部
- 化学学部
- 電気工学部
- エレクトロニクス学部

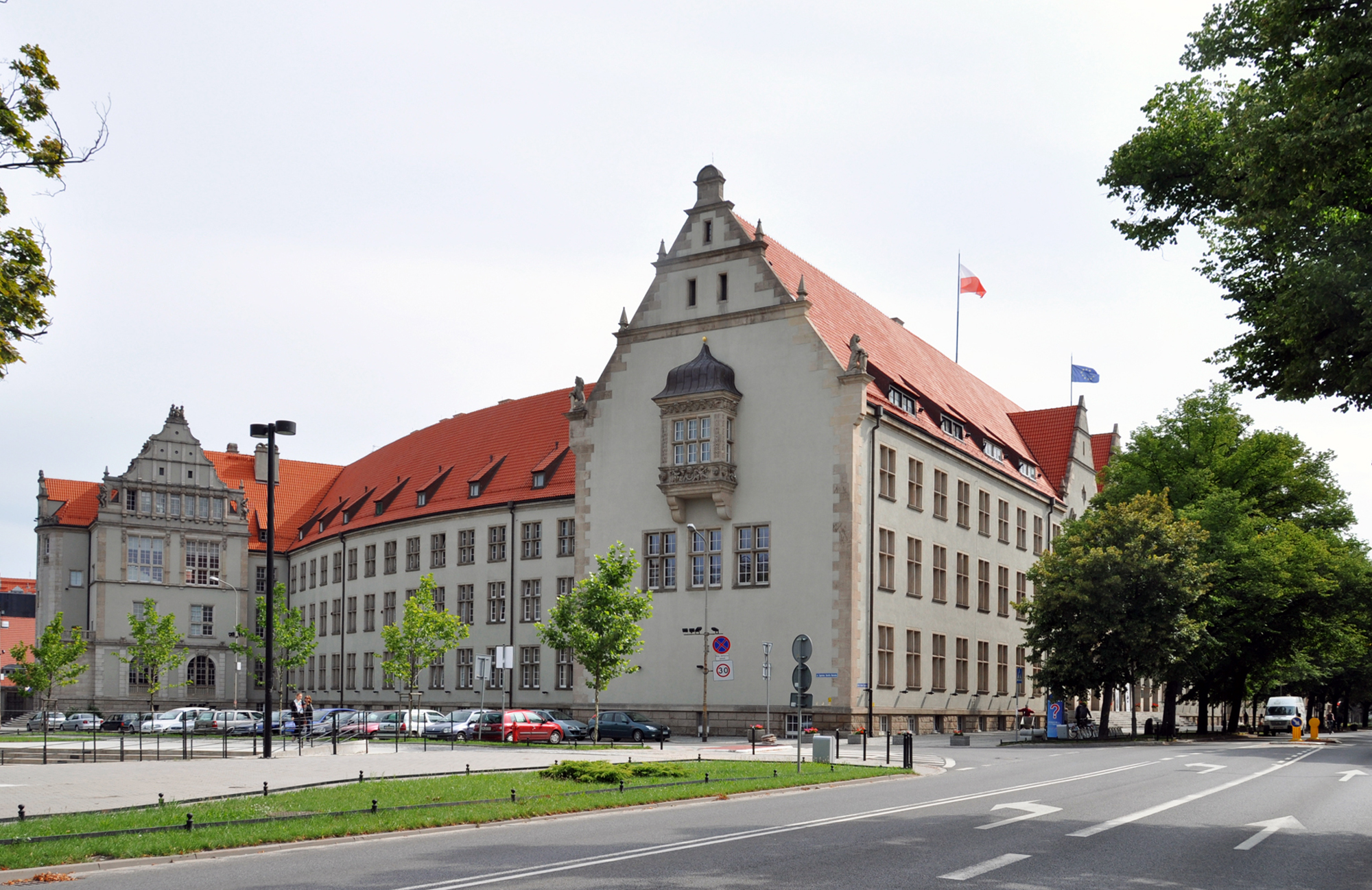
本館

- マイクロシステムエレクトロニクス・フォトニクス学部
- 機械工学部
- コンピュータサイエンス・通信学部
- 数学学部
- マネジメント工学部
- 基盤問題・技術学部

学生数は約26,000人程度であり、2022年のQS世界大学ランキングで801-1000位、同ヨーロッパ＆中央アジア(EECA)大学ランキングで45位となっており、ヨーロッパの中でもレベルの高い研究型大学として有名である。

## 日本の学生交流協定校
- 東北大学
- 富山大学
- 慶應義塾大学
- 芝浦工業大学
- 大阪工業大学